# العلاقات القبرصية المالطية
العلاقات القبرصية المالطية هي العلاقات الثنائية التي تجمع بين قبرص ومالطا.

## مقارنة بين البلدين
هذه مقارنة عامة ومرجعية للدولتين:
| وجه المقارنة                                              | قبرص                                                                 | مالطا                                                     |
| --------------------------------------------------------- | -------------------------------------------------------------------- | --------------------------------------------------------- |
| المساحة (كم2)                                             | 9.24 ألف                                                             | 316                                                       |
| عدد السكان (نسمة)                                         | 1.14 مليون                                                           | 465.29 ألف                                                |
| الكثافة السكانية (ن./كم²)                                 | 123.38                                                               | 147.24 ألف                                                |
| العاصمة                                                   | نيقوسيا                                                              | فاليتا                                                    |
| اللغة الرسمية                                             | اليونانية الحديثة، اللغة التركية، لغة يونانية                        | اللغة المالطية، لغة إنجليزية                              |
| العملة                                                    | يورو، جنيه قبرصي                                                     | يورو، ليرة مالطية                                         |
| الناتج المحلي الإجمالي (بليون دولار)                      | 21.65 مليار                                                          | 12.54 مليار                                               |
| الناتج المحلي الإجمالي (تعادل القوة الشرائية) بليون دولار | 26.73 مليار                                                          | 14.68 مليار                                               |
| الناتج المحلي الإجمالي الاسمي للفرد دولار أمريكي          | 23.24 ألف                                                            | 22.60 ألف                                                 |
| الناتج المحلي الإجمالي للفرد دولار أمريكي                 | 30.24 ألف                                                            |                                                           |
| مؤشر التنمية البشرية                                      | 0.850                                                                | 0.839                                                     |
| رمز المكالمات الدولي                                      | +357                                                                 | +356                                                      |
| رمز الإنترنت                                              | .cy                                                                  | .mt                                                       |
| المنطقة الزمنية                                           | ت ع م+02:00، ت ع م+03:00، توقيت شرق أوروبا، توقيت شرق أوروبا الصيفي ‏ | توقيت وسط أوروبا، ت ع م+01:00، ت ع م+02:00، أوروبا/مالطا ‏ |

## مدن متوأمة
في ما يلي قائمة باتفاقيات التوأمة بين مدن قبرصية ومالطية:
- ترتبط Morphou [الإنجليزية]‏ مع الزريق باتفاقية توأمة منذ 2002.[15][16]
- ترتبط Agros, Cyprus [الإنجليزية]‏ مع مارساسكالا باتفاقية توأمة.[17]
- ترتبط أيا نابا مع مليحة باتفاقية توأمة منذ 1997.[18][19][20][21]

## منظمات دولية مشتركة
يشترك البلدان في عضوية مجموعة من المنظمات الدولية، منها:
| علم المنظمة | اسم المنظمة                               | تاريخ انضمام قبرص | تاريخ انضمام مالطا |
| ----------- | ----------------------------------------- | ----------------- | ------------------ |
|             | المنظمة الأوروبية لسلامة الملاحة الجوية   | 1991              | 1989               |
|             | المنظمة الهيدروغرافية الدولية             | ?                 | ?                  |
|             | منظمة الشرطة الجنائية الدولية             | ?                 | ?                  |
|             | الاتحاد البريدي العالمي                   | ?                 | ?                  |
|             | منظمة التجارة العالمية                    | ?                 | ?                  |
|             | الفريق المعني برصد الأرض                  | ?                 | ?                  |
|             | مجموعة الموردين النوويين                  | ?                 | ?                  |
|             | منظمة الأمن والتعاون في أوروبا            | 25 يونيو 1973     | 25 يونيو 1973      |
|             | مؤسسة التمويل الدولية                     | 2 مارس 1962       | 1 يونيو 2005       |
|             | مجلس أوروبا                               | ?                 | ?                  |
|             | منظمة حظر الأسلحة الكيميائية              | ?                 | ?                  |
|             | الأمم المتحدة                             | 20 سبتمبر 1960    | 1 ديسمبر 1964      |
|             | الاتحاد الدولي للاتصالات                  | 24 أبريل 1961     | 1965               |
|             | الاتحاد الأوروبي                          | 1 مايو 2004       | 1 مايو 2004        |
|             | البنك الدولي للإنشاء والتعمير             | 21 ديسمبر 1961    | 26 سبتمبر 1983     |
|             | مجموعة أستراليا                           | 2000              | 2004               |
|             | المركز الدولي لتسوية المنازعات الاستشارية | 25 ديسمبر 1966    | 3 ديسمبر 2003      |
|             | وكالة ضمان الاستثمار متعدد الأطراف        | 12 أبريل 1988     | 12 سبتمبر 1990     |
|             | يونسكو                                    | 6 فبراير 1961     | 10 فبراير 1965     |
|             | دول الكومنولث                             | ?                 | ?                  |

## وصلات خارجية
- موقع وزارة الخارجية القبرصية
- موقع وزارة الخارجية المالطية